# Richard Duesberg
Richard Duesberg (vollst. Richard Clemens Joseph Emil Duesberg; * 19. Juli 1903 in Bad Kreuznach; † 21. Mai 1968 in Mainz-Finthen) war ein deutscher Mediziner und Hochschullehrer.

## Leben und Wirken
Sein Abitur absolvierte Duesberg 1922. Er studierte von 1922 bis 1927 Medizin in Tübingen, München, Wien und Berlin. Seit dem Studium gehörte er der Tübinger Königsgesellschaft Roigel (1933–1935 Tübinger Burschenschaft Roigel) an. Er promovierte 1927 (oder 1930) in Berlin bei Viktor Schilling mit seiner Arbeit Über das Verhalten der Thrombocyten und Megakaryocyten bei gesteigerter und gehemmter Erythropoese. Assistenztätigkeiten übte er in Bern, Berlin und München aus. In München führte er bei Hans Fischer erste selbständige Untersuchungen über die Hämoglobinsynthese durch. Er wechselte 1931 in die Klinik des Internisten Friedrich von Müller, wo er 1934 (oder 1935) habilitierte. Ab 1934 war von Müllers Nachfolger Alfred Schittenhelm, der soeben auf dem Wiesbadener Internistenkongress ein glühendes Bekenntnis zum NS-Staat abgelegt hatte. Duesberg sei ihm distanziert gegenüber gestanden.
Er wechselte 1935 nach Münster zu Viktor Schilling und 1937 nach Frankfurt. Zum 1. Mai 1937 trat er der NSDAP bei (Mitgliedsnummer 5.574.806). Zum Wehrdienst wurde er 1940 eingezogen. Seit 1942 war er außerordentlicher Professor. Nach verschiedenen Einsätzen kam er an das von Werner Wachsmuth geleitete chirurgische Sonderlazarett in Brüssel, wo er zusammen mit Wachsmuth wissenschaftliche Kollapsstudien betrieb und die epochemachende Differenzierung zwischen dem traumatischen Schock und dem Kollaps formulierte. Ab 1944 kam er in Kriegsgefangenschaft nach England, wo er ein Kriegsgefangenenlazarett betreute. 
Unmittelbar nach seiner Rückkehr bekam er einen Ruf an die Universität Mainz, wo er ab 1946 Professor für Innere Medizin und ab 1952 bis zu seinem Herztod 1968 Direktor der Medizinischen Klinik war. Er war nach Scheidung zum zweiten Mal verheiratet und hatte insgesamt 4 Kinder, darunter Peter H. Duesberg.
Seine beruflichen Schwerpunkte waren Kreislauf, Kollaps, Nierenfunktionsdiagnostik, Pathologie der Milz und immunologische Eigenschaften der Erythrozyten. Er war 1963 DGHO-Tagungspräsident in Wiesbaden. Der Duesbergweg der Universitätsklinik Mainz ist nach ihm benannt.

## Veröffentlichungen (Auswahl)
- Über das Verhalten der Thrombocyten und Megakaryocyten bei gesteigerter und gehemmter Erythropoese. Springer, Berlin 1930.
- Pathophysiologie und Klinik der Kollapszustände. Leipzig 1944.[4]

## Ehrungen
- 1961: Friedrich-von-Müller Medaille[2]
- 1965: Ehrenmitglied der Deutschen Gesellschaft für Hämatologie und Medizinische Onkologie[7]
- Duesbergweg der Universitätsklinik Mainz